# Aly Mallé
Aly Mallé (Bamako, 3 de abril de 1998) es un futbolista maliense que juega como centrocampista y su club es el Iğdır F. K. de la TFF Primera División.

## Trayectoria
Nacido en Bamako, se formó en el Black Stars FC.
En 2015 tuvo una experiencia en el fútbol europeo, de la mano del Colonia, de la Bundesliga alemana. Allí estuvo a prueba en el equipo B, aunque no pudo quedarse debido a las leyes que rigen la Federación Alemana.
Ñlegó a sonar para incorporarse a grandes de Europa como el Manchester City o el Liverpool. Finalmente, fichó por el Watford FC, club propiedad de Gino Pozzo y por el que firmó para los próximos cinco años. De esta forma, en agosto de 2016, desembarca en el Granada B, donde Pozzo aún mantiene alguno de sus jóvenes activos. 
Su buen nivel mostrado en el equipo filial y el mal marchamo del del Granada CF, hacen que Mallé debute en Primera División jugando 11 partidos y dejando muy buenas sensaciones.
En enero de 2018 se convirtió en el primer refuerzo invernal del Lorca F. C. Llegó cedido del Udinese, donde solo disputó minutos con el equipo filial.

## Selección nacional
Fue con la selección sub-17 de su país cuando se dio a conocer. Concretamente, en el Mundial sub-17 disputado en Chile en el 2015, y donde los suyos acabaron como subcampeones. Se erigió como el tercer mejor futbolista de esta cita después de sumar dos goles y dos asistencias.

## Clubes
| Club                         | País       | Año       |
| ---------------------------- | ---------- | --------- |
| Black Stars FC               | Mali       | 2014-2016 |
| Watford F. C.                | Inglaterra | 2016-2017 |
| Recreativo Granada (cedido)  | España     | 2016-2017 |
| Udinese Calcio               | Italia     | 2017-2020 |
| Lorca F. C. (cedido)         | España     | 2018      |
| Grasshoppers (cedido)        | Suiza      | 2019      |
| Balıkesirspor (cedido)       | Turquía    | 2019-2020 |
| Ascoli Calcio 1898 FC        | Italia     | 2020-2021 |
| Yeni Malatyaspor             | Turquía    | 2021-2023 |
| BB Erzurumspor (cedido)      | Turquía    | 2021-2022 |
| Eyüpspor                     | Turquía    | 2023      |
| Ankara Keçiörengücü (cedido) | Turquía    | 2023      |
| Oțelul Galați                | Rumania    | 2024      |
| Şanlıurfaspor                | Turquía    | 2024-2025 |
| Iğdır F. K.                  | Turquía    | 2025-     |